# 别力古台镇
别力古台镇，是中华人民共和国内蒙古自治区锡林郭勒盟阿巴嘎旗下辖的一个乡镇级行政单位。名字来源于成吉思汗同父异母弟別里古台。

## 行政区划
别力古台镇下辖以下地区：
别力古台社区、振兴社区、汉贝社区、巴彦查干社区、阿日哈夏图嘎查、恩格尔哈夏图嘎查、奔道尔嘎查、巴彦塔拉嘎查、敖伦宝拉格嘎查、巴彦乌拉嘎查、赛罕图门嘎查、阿拉塔杭盖嘎查、额尔敦宝拉格嘎查、巴彦毕力格图嘎查、巴彦杭盖嘎查、阿拉坦锡力嘎查、萨如拉塔拉嘎查和乌日根塔拉嘎查。